# Eurymedon (Wagenlenker)
Eurymedon (altgriechisch Εὐρυμέδων Eurymédōn) ist eine Gestalt der griechischen Mythologie.
Eurymedon war laut Homers Ilias der Sohn des Ptolemaios und Enkel des Peiraios; er diente König Agamemnon als Wagenlenker.
Nach dem Trojanischen Krieg gehörte er zu den Begleitern seines Herrn bei dessen Rückkehr nach Mykene und wurde wie dieser von Aigisthos, dem Geliebten von Agamemnons Gattin Klytaimnestra, umgebracht. In Mykene wurde seine angebliche Grabstätte laut Pausanias neben jener des Agamemnon gezeigt.